# Chiniot
Chiniot là một thành phố thuộc Punjab, Pakistan. Thành phố có dân số ước tính năm 2010 là 224.581 người. Đây là thành phố lớn thứ 30 quốc gia này.